# جوناثان بينيت
جوناثان بينيت (بالإنجليزية: Jonathan Bennett)‏ هو فيلسوف أمريكي، ولد في 17 فبراير 1930 في غرايموث في نيوزيلندا.